# Golpe de Estado en Burundi de 1996
El Golpe de Estado en Burundi de 1996 ocurrió el 25 de julio de ese año, en medio de la Guerra Civil de Burundi. El expresidente Pierre Buyoya (un tutsi) depuso al presidente hutu Sylvestre Ntibantunganya.
Según Amnistía Internacional, en las semanas posteriores al golpe, más de 6.000 personas fueron asesinadas en el país. Este fue el segundo golpe exitoso de Buyoya, después de haber derrocado a Jean-Baptiste Bagaza en septiembre de 1987. 

## Antecedentes
El tutsi Pierre Buyoya llegó al poder en Burundi por primera vez tras un golpe de Estado militar en septiembre de 1987, cuando depuso al presidente Jean-Baptiste Bagaza. Buyoya ocupó el cargo hasta la celebración de las primeras elecciones presidenciales democráticas en la historia del país el 27 de junio de 1993, en las cuales el ganador fue el hutu Melchior Ndadaye.
Apenas unos meses después, el 21 de octubre, Ndadaye fue asesinado en un fallido golpe de Estado orquestado por oficiales tutsis. Aunque lograron tomar momentáneamente el gobierno, la presión internacional los obligó a devolver el poder al gobierno civil de la primera ministra Sylvie Kinigi, que asumió como Presidenta Encargada.
El hutu moderado Cyprien Ntaryamira asumió la presidencia en febrero de 1994, pero tanto él como el presidente ruandés Juvénal Habyarimana fueron asesinados en abril de ese año, hecho que desencadenó el genocidio de Ruanda. Ntaryamira fue sucedido por otro líder hutu, el presidente de la Asamblea Nacional Sylvestre Ntibantunganya, quien continuó con el gobierno de coalición entre la tutsi Unión para el Progreso Nacional (UPRONA) y el hutu Frente para la Democracia en Burundi (FRODEBU).

### Preludio
A lo largo de 1994, la situación política y de seguridad en Burundi siguió deteriorándose: Los moderados tanto en la UPRONA como en el FRODEBU fueron marginados a medida que los radicales ganaron mayor influencia, todo esto mientras la violencia étnica se expandía por el campo. A mediados de ese año, Ntibantunganya era el único miembro original del comité central del FRODEBU que todavía participaba activamente en el partido y en el proceso político civil; los demás habían sido asesinados o habían huido al exilio. El partido se fracturó en al menos tres grupos, con la sección más pequeña apoyando a Ntibantunganya, aunque muchos sintieron que su cooperación y concesiones a las Fuerzas Armadas y la oposición equivalían a una capitulación.
A principios de febrero de 1995, Ntibantunganya destituyó a dos ministros de la UPRONA después de que no se presentaron a una reunión de gabinete. Más tarde ese mes, los extremistas de UPRONA —descontentos con el gobierno de coalición— expulsaron al Primer Ministro Anatole Kanyenkiko y lo reemplazaron con Antoine Nduwayo, el cual buscó activamente socavar las políticas del presidente.
En el verano de 1995, las Fuerzas Armadas compraron armas pesadas a China. Temeroso de las implicaciones de su llegada, Ntibantunganya silenciosamente persuadió al gobierno de Tanzania para retrasar el envío en su territorio; sin embargo, la presión tanto interna como de la Organización de Naciones Unidas, lo obligó a permitir la entrega de armas. A instancias de los extremistas tutsis, también convenció a la Asamblea Nacional para que concediera al ejército y a la gendarmería poderes de emergencia para restringir la libertad de movimiento y de expresión.

## Eventos de julio de 1996
Con el empeoramiento de la guerra civil y el aumento de la violencia étnica, el 25 de junio de 1996 Ntibantunganya participó en conversaciones de seguridad regional en Mwanza, Tanzania. Como consecuencia de la reunión, el presidente y Nduwayo acordaron pedir «asistencia militar internacional». El ejército de Burundi temió que esto significara su usurpación por parte de una intervención extranjera y la UPRONA denunció inmediatamente la propuesta. Luego, Nduwayo acusó a Ntibantunganya de subvertir al ejército y se unió a los miles de personas que marcharon en Buyumbura en contra una intervención.
El 20 de julio de 1996, los rebeldes hutus atacaron un campo de refugiados en el país y mataron a más de 300 personas de la etnia tutsi. Cuando Ntibantunganya intentó asistir a su funeral tres días después la multitud de dolientes lo atacó con piedras, obligándolo a evacuar en helicóptero.
El 23 de julio, el presidente Ntibantunganya recibió información del Servicio Nacional de Inteligencia de que su vida corría peligro: Aunque se negó a renunciar, se ocultó en la casa del Embajador de Estados Unidos, Morris N. Hughes Jr., y el 25 de julio Ndiwayo anunciaba la dimisión del gobierno. Ese mismo día el ejército tomó el poder, medida anunciada en la radio por el ministro de Defensa, Firmin Sinzoyiheba. Seguidamente, Pierre Buyoya fue nombrado Presidente Interino, anunciando la suspensión de la Constitución, la disolución de la Asamblea Nacional y la prohibición de los partidos políticos, pero declaró que garantizaría la seguridad de Ntibantunganya.
La toma militar del poder fue condenada por líderes internacionales, entre ellos el presidente estadounidense Bill Clinton, el secretario general de las Naciones Unidas Boutros Boutros-Ghali, y el jefe de la Organización de la Unidad Africana Salim Ahmed Salim.  Fue la cuarta toma de posesión del gobierno de Burundi desde la independencia del país en 1962, y la segunda que resultó en que Buyoya tomara el poder.

## Secuelas
Según Amnistía Internacional, en las semanas inmediatamente posteriores al golpe, más de 6.000 personas fueron asesinadas en el país.
El golpe fue apoyado por la población civil, que había cuestionado al gobierno de Ntibantunganya debido a su incapacidad para detener las matanzas perpetradas por los rebeldes. Durante el gobierno de Buyoya, la guerra civil se hizo menos intensa pero continuó. La comunidad internacional también impuso sanciones económicas debido a la naturaleza del regreso de Buyoya al poder, pero se aliviaron cuando Buyoya creó un gobierno étnicamente inclusivo.
Buyoya fue sucedido como presidente en 2003 por Domitien Ndayizeye, mientras la guerra civil continuó hasta 2005.